# Wajdi Kechrida
Wajdi Kechrida (arabe : وجدي كشريدة), né le 5 novembre 1995 à Nice, est un footballeur international tunisien évoluant au poste d'arrière droit à Al-Gharafa SC.

## Biographie

### En club
Kechrida fait ses débuts professionnels en faveur de l'Étoile sportive du Sahel lors d'une victoire (3-0) en Ligue I tunisienne contre l'Espérance sportive de Zarzis, le 10 septembre 2016.
En 2020, il atteint les quarts de finale de la Ligue des champions de la CAF avec cette équipe mais s'incline face au club marocain du Wydad.
Le 12 décembre 2020, il inscrit son premier but en championnat, lors de la réception de l'Étoile sportive de Métlaoui (victoire 2-0).
Lors du mercato estival de 2021, et à la fin de son contrat avec l'Étoile sportive du Sahel, Kechrida est d'abord pressenti pour s'engager avec l'AS Saint-Étienne mais l'entraîneur Claude Puel dément cette information. Le 2 août, Kechrida rejoint finalement l'équipe italienne de l'US Salernitana 1919, avec un contrat de deux ans.
À la fin de la saison, il est transféré librement à l'Atromitos FC pour deux saisons.

### En équipe nationale
Avec les moins de 23 ans, il participe à la coupe d'Afrique des nations des moins de 23 ans en 2015. Lors de cette compétition organisée au Sénégal, il joue trois matchs. Avec un bilan d'une seule victoire et deux défaites, la Tunisie ne dépasse pas le premier tour du tournoi.
Le 22 mars 2019, le sélectionneur de la Tunisie, Alain Giresse, sélectionne Kechrida pour disputer le dernier match des éliminatoires de la CAN 2019 contre l'Eswatini. Il commence le match en tant que titulaire et se fait remarquer en délivrant une passe décisive en faveur de son coéquipier Naïm Sliti. Il se fait ensuite remplacer lors de la deuxième période par Ayman Ben Mohamed. Le match se solde par un score de 4-0 pour la Tunisie.
Lors de l'été 2019, il participe à la coupe d'Afrique des nations organisée en Égypte. Lors de cette compétition, il joue quatre matchs. Il se met en évidence en délivrant une passe décisive contre le Ghana en huitièmes de finale. La Tunisie se classe quatrième du tournoi, après avoir été battue par le Nigeria lors de la « petite finale ».
Le 14 novembre 2022, il est sélectionné par Jalel Kadri pour participer à la coupe du monde 2022. En décembre 2023, il est retenu dans la liste des 27 joueurs tunisiens sélectionnés par Kadri pour disputer la coupe d'Afrique des nations 2023.

## Palmarès
ES Sahel
- Coupe arabe des clubs champions (1) :
  - Vainqueur : 2019.
- Coupe de Tunisie :
  - Finaliste : 2018 et 2019.